# Jacopo Ligozzi
Jacopo Ligozzi né à Vérone en 1547 et mort à Florence en 1627 est un peintre, dessinateur, ornemaniste et enlumineur italien de l'école florentine. 

## Biographie
Fils de Giovanni Ermanno Ligozzi d'un milieu de brodeurs et de décorateurs de Vérone, Jacopo Ligozzi dessina d'abord un grand nombre de dessins d'animaux et de flore à la cour des Habsbourg à Vienne.
Invité, il s'installe à Florence, où il devient l'un des artistes les plus marquants de la cour des Médicis. À la mort de Giorgio Vasari, en 1574, il le remplace à la tête de l'Académie du dessin de Florence et devient l'artiste en chef de l'atelier granducal, superintendant de la Galerie, premier peintre de la cour, servant François Ier, Ferdinand Ier, Cosme II et Ferdinand II, grands-ducs de Toscane.
Il compléta de ses peintures la Tribune des Offices, galerie privée des Médicis. 
Rompant avec le maniérisme alors en vogue, il s'inspire de la nature et de ses merveilles (animaux et végétaux confondus), qu'il traduit par un foisonnement visuel : motifs végétaux, cartouches avec masques ou symboles macabres, scènes bibliques ou allégories le plus souvent rehaussés d’or. Son dessin est dense, précis, très maîtrisé, avec des détails méticuleux. Il servit d'exemple pour les illustrations naturalistes de la peintre baroque Giovanna Garzoni qui travailla elle aussi pour les Médicis.
Dans son œuvre, un univers marqué du sceau de l’étrangeté et d’une singulière poésie, « obsédé par la damnation, la mort est une des figures les plus représentées en dehors des allégories et des scènes mystiques », où il se dégage cependant, une « grâce adoucissante et pieuse mais que d'aucuns trouvent funeste[réf. nécessaire]. »
Parmi ses élèves, il forma Marie de Médicis, épouse du roi de France Henri IV. Bartolomeo Bimbi, au service des Médicis, fut un de ses continuateurs dans le domaine de la nature morte.

## Œuvres
- Le Martyre des Quatre Saints couronnés, 1596, huile sur toile, 330 × 221 cm, pinacothèque communale de Ravenne.
- Cycle de l'Histoire de saint François, Florence, couvent d'Ognissanti.
- Allégorie de l'Avarice, New York, Metropolitan Museum of Art.
- Peinture sur ardoise, sur un des murs du Salon des Cinq-Cents, Florence, Palazzo Vecchio.

Le musée du Louvre à Paris conserve un fonds de ses dessins :
- Femme à la toilette ;
- Memento mori ;
- Vanitas vanitatis ;
- le Vice attaquant l’Étude.

Œuvres de Jacopo Ligozzi
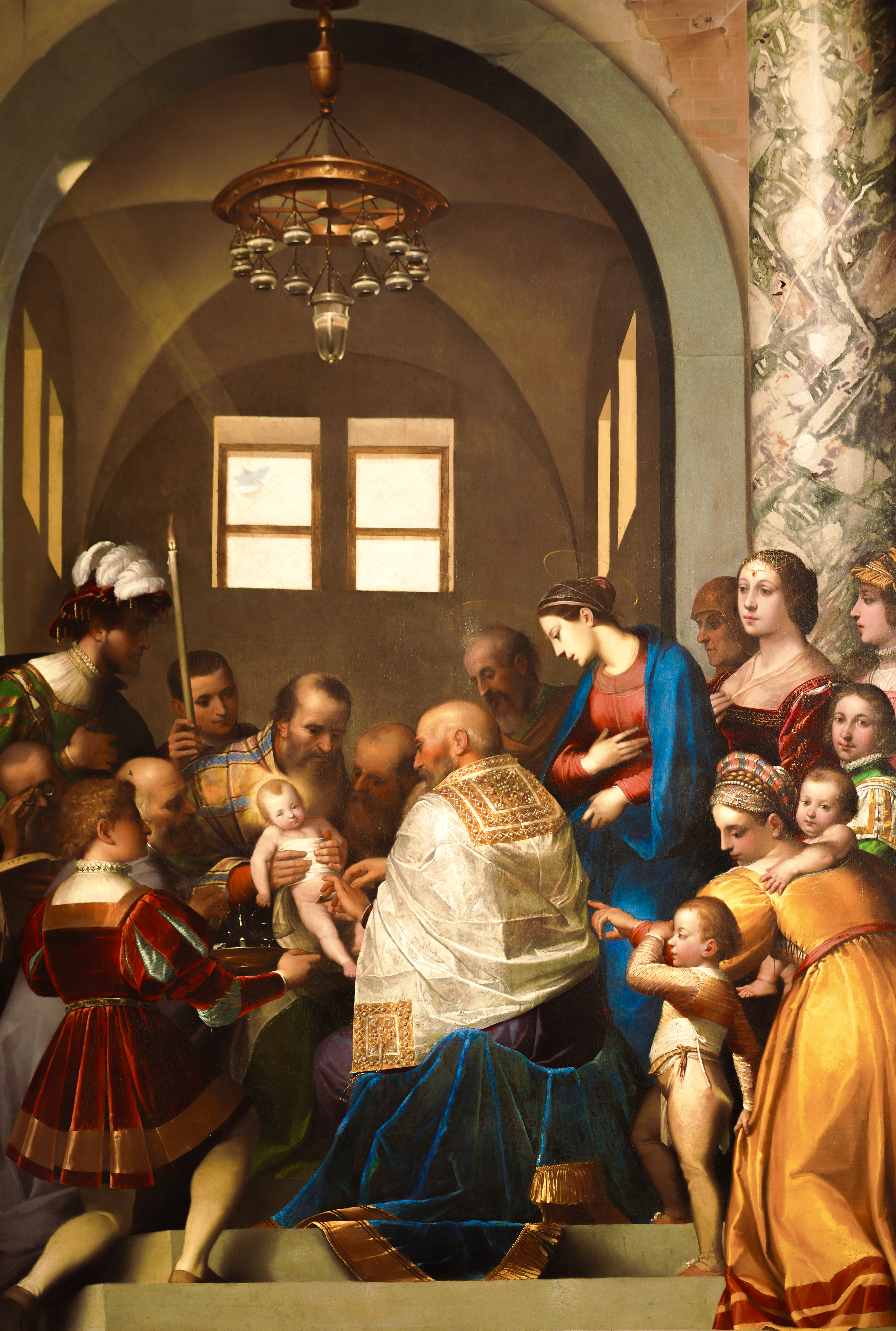
Jacopo Ligozzi, Circoncision, Dôme San Martino, Lucques, 1594
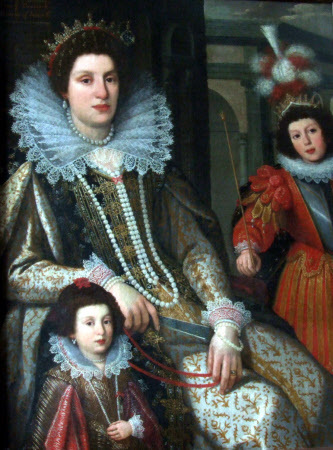
Marie-Madeleine d'Autriche et ses enfants', Oxburgh Hall.
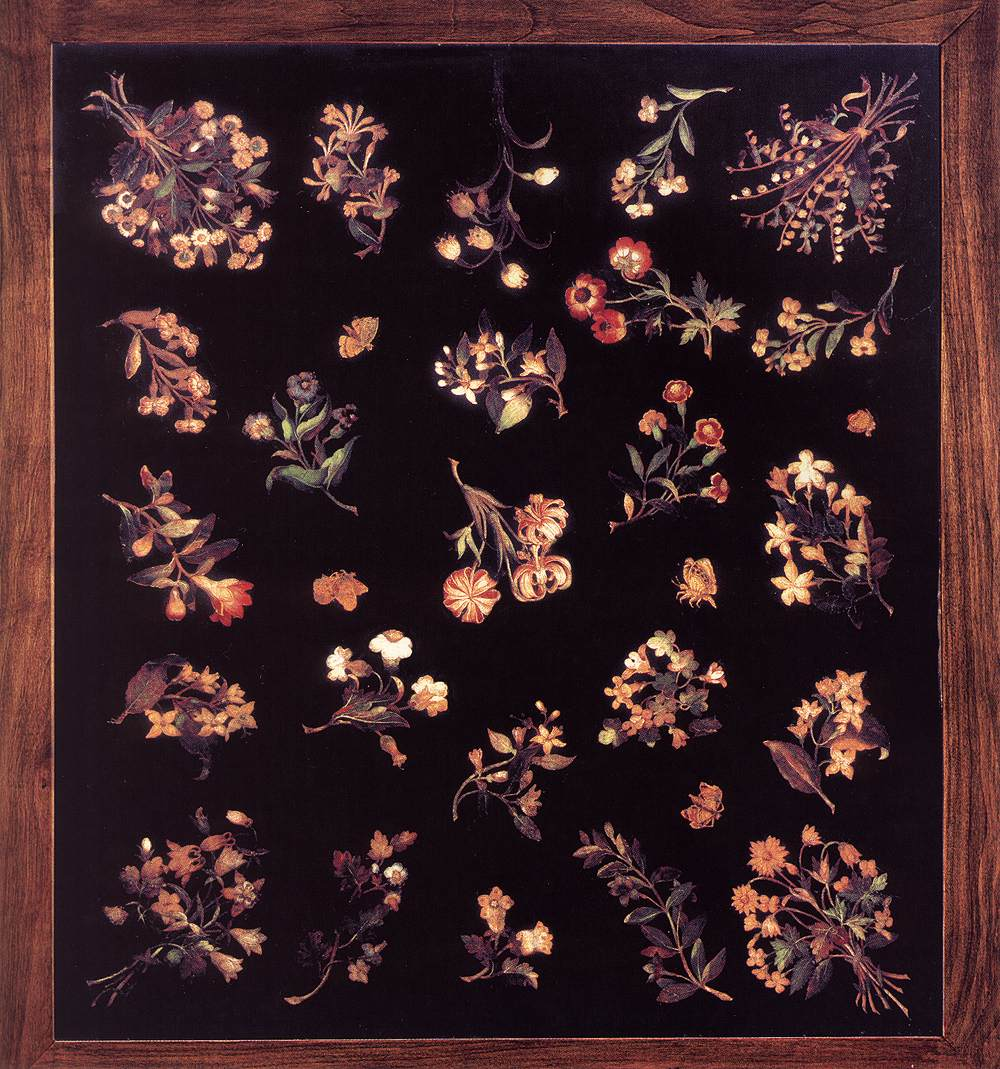
Dessin pour Opus sectile, opificio delle pietre dure, Florence.
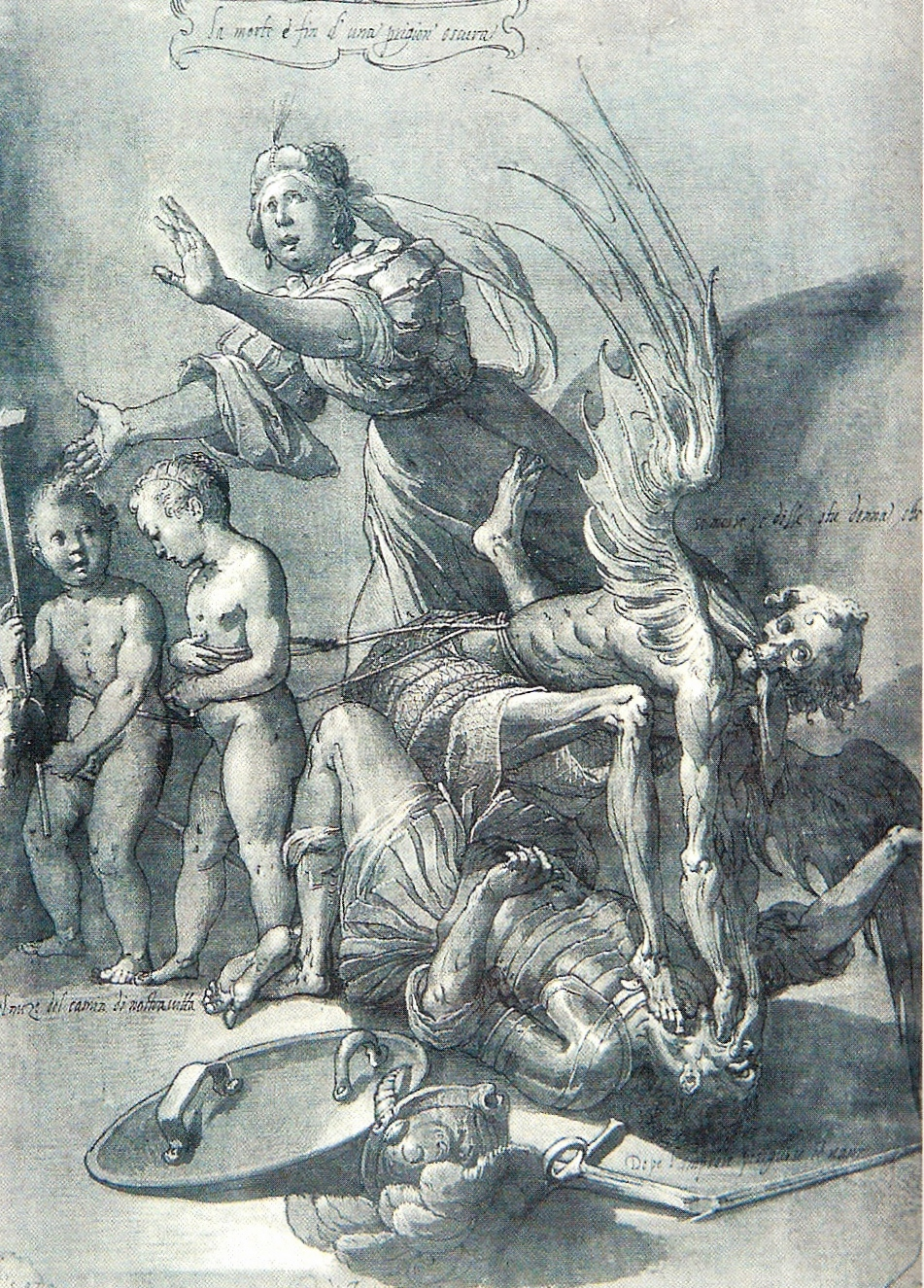
Allégorie de la Mort du guerrier, dessin, New York, Morgan Library and Museum.
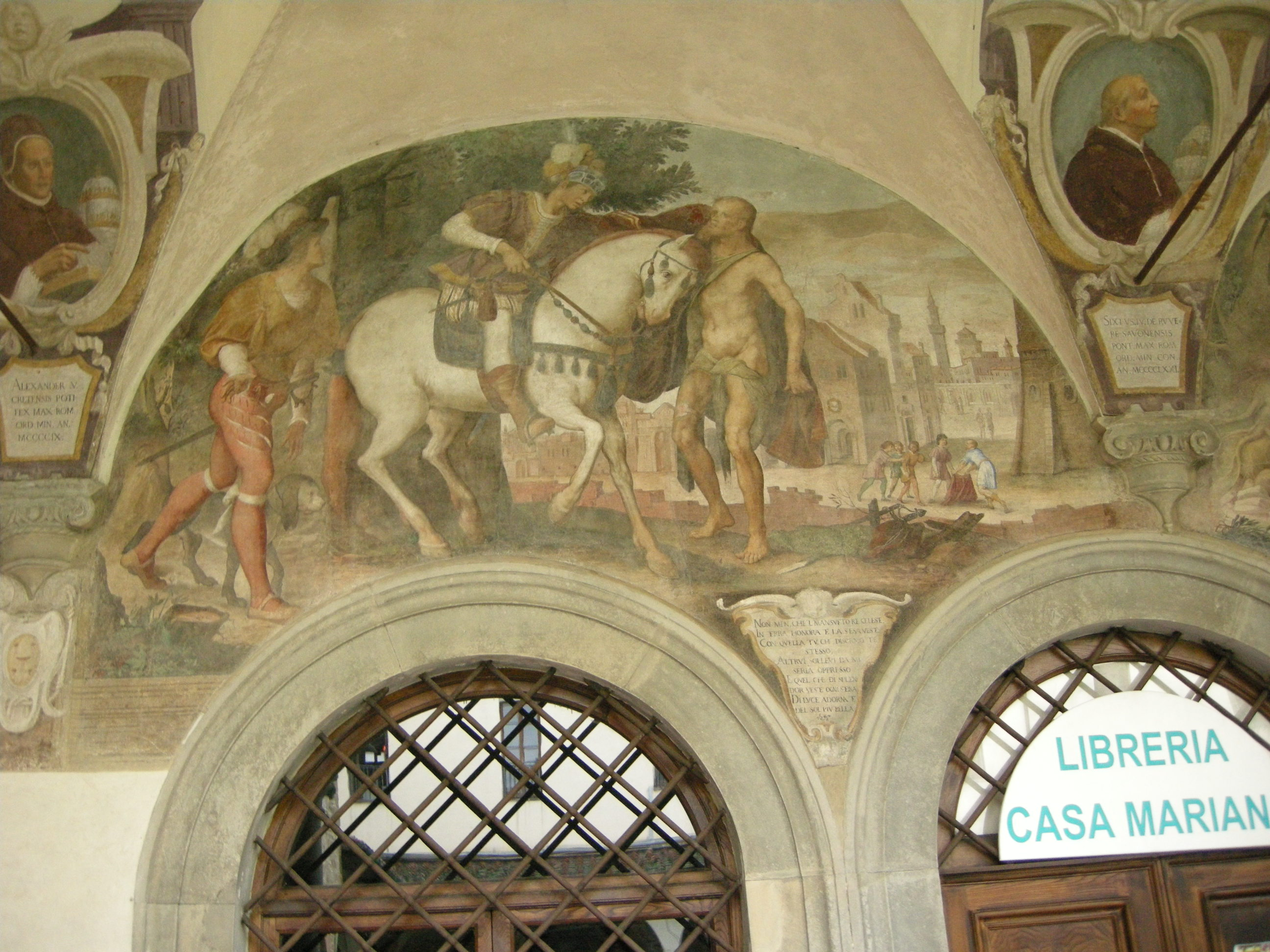
Histoire de saint François, Florence, cloître d'Ognissanti.
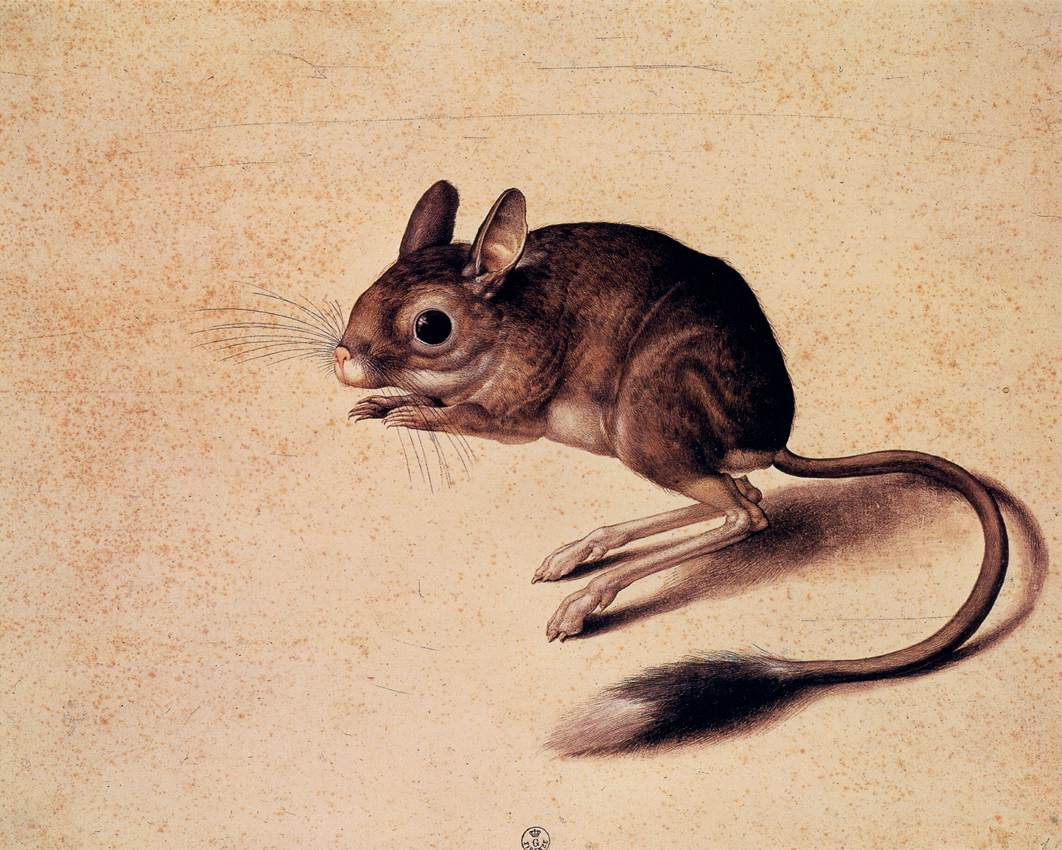
Gerbille, Florence, galerie des Offices.